# Mường Bám
Mường Bám là một xã thuộc huyện Thuận Châu, tỉnh Sơn La, Việt Nam .
Xã có diện tích 73,65 km², dân số năm 2021 là 10545 người, mật độ dân số đạt 142 người/km².

## Danh thắng
Tháp Mường Bám còn gọi là Thạt Bản Lào, là di tích kiến trúc nghệ thuật ở bản Lào của xã.21°23′36″B 103°23′52″Đ / 21,393413°B 103,397698°Đ
Tháp Mường Bám được công nhận năm là cấp quốc gia năm 2012.

## Thủy điện Nậm Hóa
Các Thủy điện Nậm Hóa xây dựng trên dòng Nậm Hóa tại xã Mường Bám, hiện có 2 bậc với tổng công suất lắp máy 26 MW.
- Thủy điện Nậm Hóa 1 công suất lắp máy 18 MW, hoàn thành 2010 [6].21°23′19″B 103°24′16″Đ / 21,38861°B 103,40444°Đ
- Thủy điện Nậm Hóa 2 công suất lắp máy 8 MW, thi công 2012-2013 [7]. 21°21′21″B 103°24′29″Đ / 21,35583°B 103,40806°Đ